# Gastropatia
Per gastropatia si intende una qualsiasi affezione dello stomaco, sia a livello strutturale che funzionale. Esistono patologie dello stomaco indotte (tumori secondari, atrofie, ecc.), patologie displastiche (alterazione della posizione o della situazione gastrica) e fenomeni patologici propri dello stomaco.

## Patologie
Tra le patologie proprie dello stomaco, si riscontrano le ulcere, le gastriti (gastroenteriti se di origine infettiva), la tubercolosi gastrica, la sifilide gastrica.
Una possibile conseguenza di ulcerazioni o traumi meccanici è la perforazione della parete dello stomaco.
Lo stomaco è una delle sedi predilette delle neoplasie, il tumore allo stomaco ha il ruolo di tumore maligno più frequente. I tumori benigni dello stomaco più comuni sono i lipomi, i fibromi e i fibrobiomi, tra quelli maligni i sarcomi (fibrosarcoma, angiosarcoma, mixosarcoma).
Lo stomaco può essere sede di cisti, congenite o provocate dal ristagno delle secrezioni. Lo stomaco può essere soggetto anche a rari casi di traumatismo o di parassitosi animale. Quadri patologici importanti, soprattutto nei bambini, sono quelli provocati dall'ingestione di agenti caustici, con conseguente distruzione della mucosa gastrica.